# Cornelis Kruys

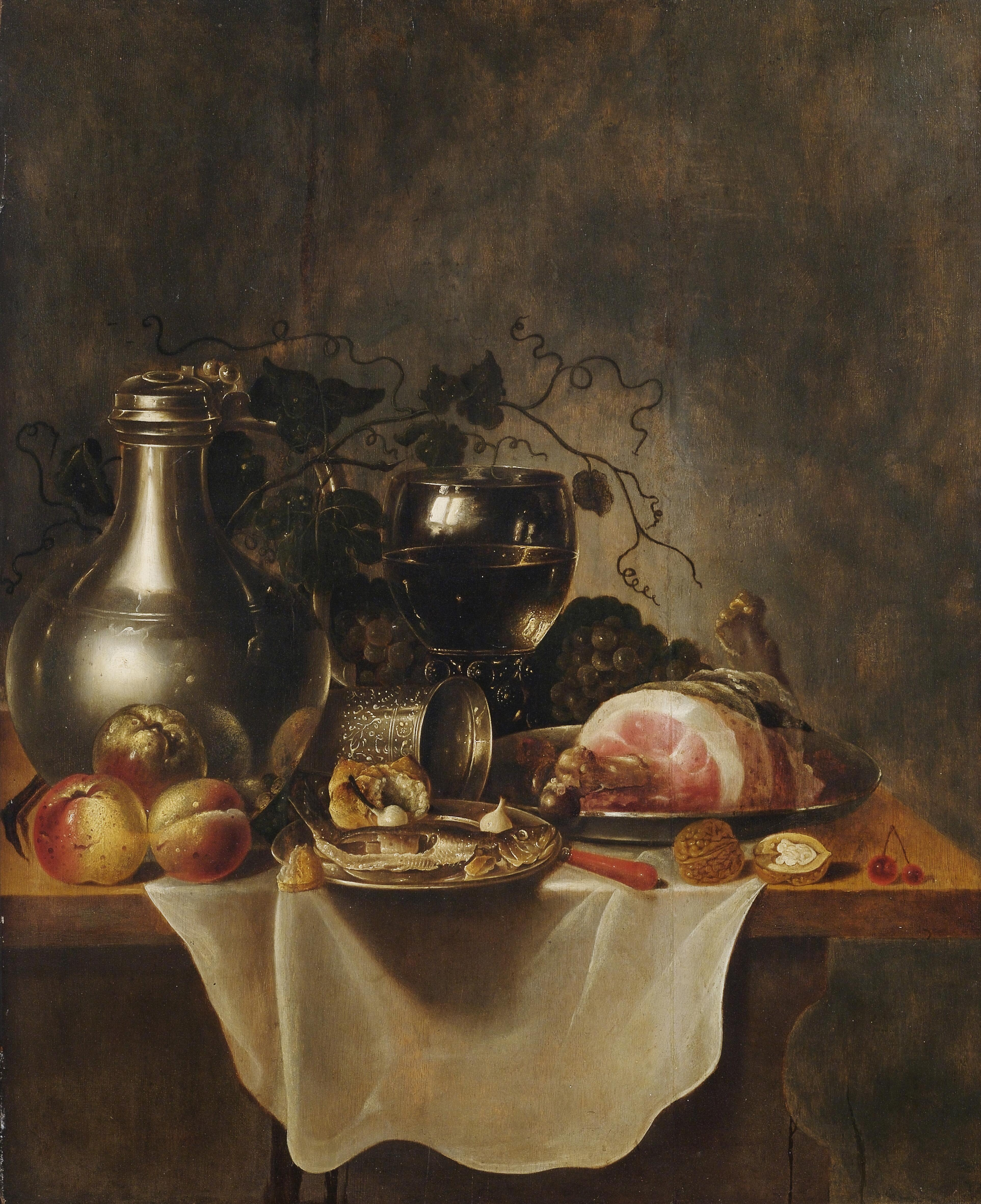
Naturalesa morta amb gerra de peltre, copa roemer i pernil, oli sobre taula, 98 x 78 cm, Madrid, Soraya Cartategui

Cornelis Kruys o Cruys (Haarlem, c. 1619/1620 – Schiedam, 1660) va ser un pintor barroc neerlandès, especialitzat en la pintura de bodegons.
Nascut probablement en Haarlem on en 1644 es va registrar com a membre del gremi de Sant Lucas, en 1649 es va establir en Leiden, segons acredita la seva inscripció en el gremi de pintors d'aquesta localitat en aquesta data, i després d'abril de 1651 es va traslladar a Schiedam on va morir en 1654.
Mancat d'obres signades, es relacionen amb Cornelis Kruys un conjunt de bodegons «monócroms» a la manera de Willem Pudi i Pieter Claesz., amb els qui va compartir també les composicions i els objectes triats per formar part d'elles, de tal forma que algunes de les obres relacionades amb Kruys han estat indistintament atribuïdes també a Pieter Claesz.